# Wilhelm Gottlob Lasch
Decano Wilhelm Gottlob Lasch (Berlín, 22 de enero de 1787 - Drezdenko, 1 de julio de 1863) fue un farmacéutico, profesor, botánico, pteridólogo, y micólogo alemán.

## Eponimia
Especies
- (Asteraceae) Hieracium laschii Zahn[1]
- (Clusiaceae) Hypericum laschii Frolich[2]
- (Dryopteridaceae) Dryopteris laschii E.Walter in Walter & Calle[3]
- (Rosaceae) Rubus laschii Focke[4]